# Stavrödsmosse
Stavrödsmosse är en nästan igenvuxen sjö i Eslövs kommun i Skåne och ingår i Kävlingeåns huvudavrinningsområde. Sjön har en area på 0,072 kvadratkilometer och ligger 97 meter över havet.

## Delavrinningsområde
Stavrödsmosse ingår i det delavrinningsområde (619058-134483) som SMHI kallar för Ovan 619047-134495. Medelhöjden är 84 meter över havet och ytan är 16,79 kvadratkilometer. Det finns inga avrinningsområden uppströms utan avrinningsområdet är högsta punkten. Vattendraget som avvattnar avrinningsområdet har biflödesordning 3, vilket innebär att vattnet flödar genom totalt 3 vattendrag innan det når havet efter 36 kilometer. Avrinningsområdet består mestadels av skog (26 %) och jordbruk (41 %). Avrinningsområdet har 0,07 kvadratkilometer vattenytor vilket ger det en sjöprocent på 0,4 %. Bebyggelsen i området täcker en yta av 3,67 kvadratkilometer eller 22 % av avrinningsområdet.